# Битва за Багдад (2003)
Битва за Багдад (3—12 апреля 2003 года) — решающая битва начального этапа Иракской войны, в ходе которой американские войска захватили Багдад, вынудив Саддама Хусейна бежать из города и окончательно дезорганизовав тем самым иракские силы сопротивления.

## Предыстория
До начала войны в Багдаде предполагалось наиболее ожесточённое сопротивление. По мнению одного из военных аналитиков, ожидалось формирование пяти колец обороны вокруг Багдада. Предполагалось, что два внешних кольца будут поддерживать рядовые военные части, а внутри будут три кольца из самых отборных военных частей, что вкупе с другими факторами позволило бы затянуть войну.
Американское военное командование отводило до трёх месяцев на взятие Багдада, а потери даже по самым оптимистичным подсчётам должны были составить не менее 3 тысяч погибших и раненых американских солдат
.
Первые бомбардировки Багдада начались в первый день вторжения коалиции в Ирак — 19 марта 2003 года. За три дня бомбардировок коалиция провела 1700 самолёто-вылетов (504 — с использованием крылатых ракет).
Американские официальные лица заявили, что их войска ведут перестрелки с двумя группами Республиканской гвардией Ирака на южной окраине города. Генерал-майор Виктор Ренуарт заявил, что коалиционные силы могут двинуться в Багдад в любой момент, адресовав эти слова Саддаму Хусейну. Газета The Guardian сообщила, что американские войска заняли два президентских дворца. Армия также окружила министерство информации и другие ключевые правительственные здания.
24 марта генерал армии США в отставке Барри Маккефри сказал в интервью BBC-News: «Если [иракцы] на самом деле решат сражаться, то битва будет жестокой, и надо быть готовыми к примерно 3000 жертв».

### Силы сторон
Штурм Багдада велся силами 1-й дивизии морской пехоты и 3-й пехотной дивизии, оснащённой танками М1 «Абрамс», БМП «Брэдли» и бронетранспортёрами M113. Эти силы были поддержаны американскими и британскими самолётами B-52, Harrier GR7 и A10 Warthogs. Им противостояли 36 000 солдат Республиканской гвардии Ирака, укрепившихся в круге бункеров в 30 милях от Багдада, при поддержке танков Asad Babil и тяжёлой артиллерии.

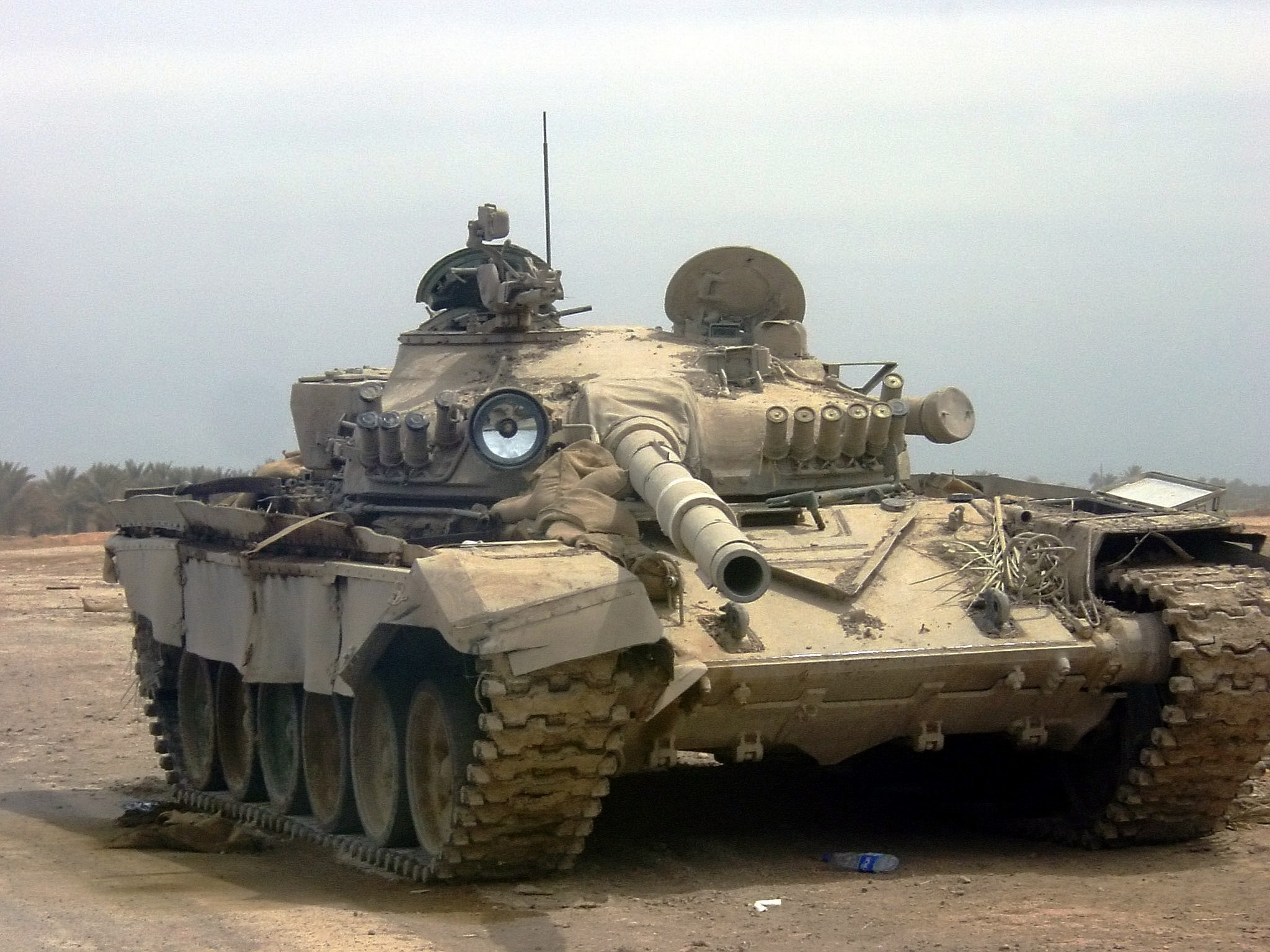
Брошенный иракский танк T-72 Asad Babil.
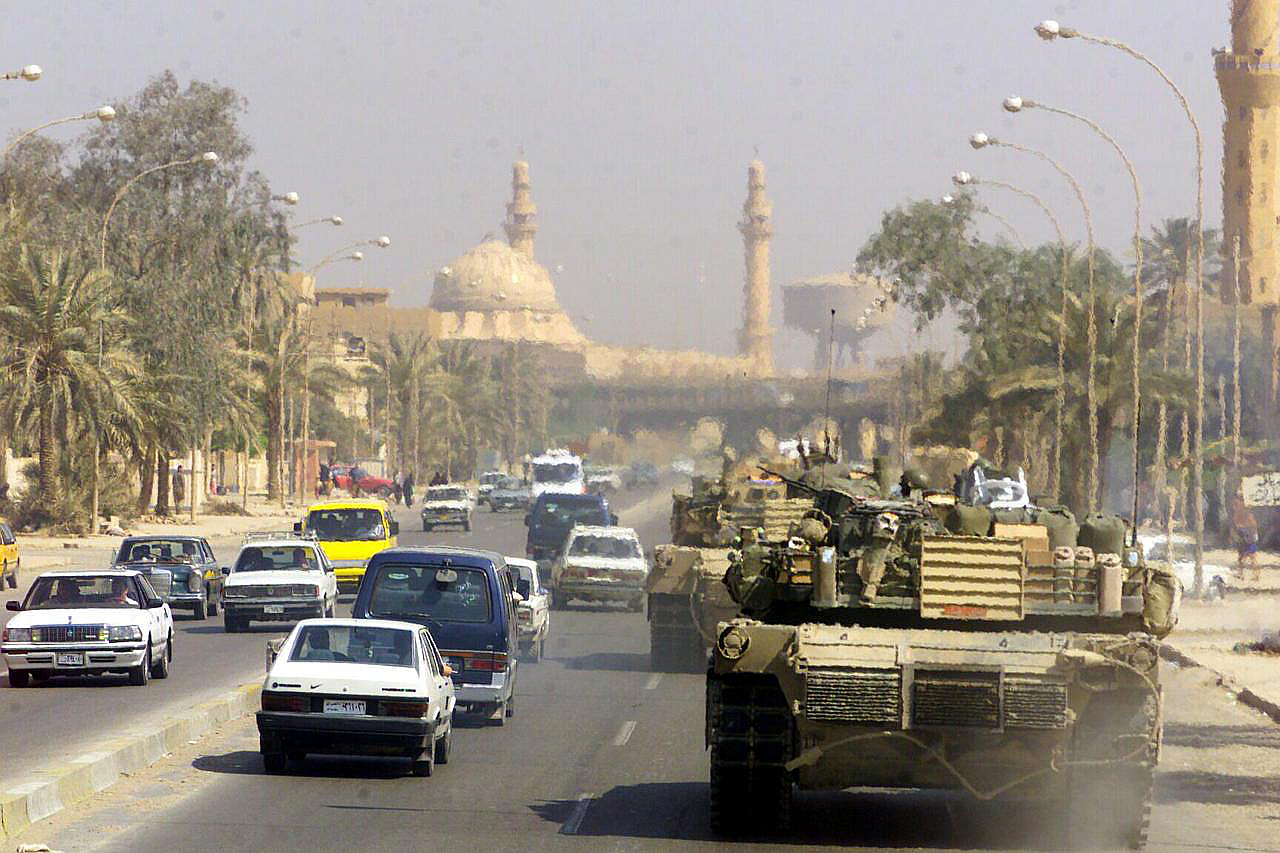
Американский танк M1 Abrams патрулирует улицы Багдада. 14 апреля 2003

## Воздушная бомбардировка
Захват города производился исключительно силами США без привлечения коалиционных войск.
На момент вторжения самолёты союзников бомбили Багдад в среднем по 1000 самолёто-вылетов в день, большинство ударов были направлены против объектов Республиканской гвардии и Особой республиканской гвардии. Американские самолёты также сбросили примерно 200 000 листовок, предупреждая мирных жителей оставаться в своих домах. Британские самолёты Panavia Tornado 9-й и 617-й эскадрилий атаковали радар системы обороны, защищавший Багдад. 22 марта один Торнадо был сбит дружественным огнем с земли, погибли оба пилота. 2 апреля вертолёт Армии США Black Hawk и палубный бомбардировщик ВМС США F/A-18C Hornet были сбиты возле Кербелы. 8 апреля штурмовик А-10 Warthog был сбит в бою около моста Джумхурийя иракской ракетой «земля-воздух».
К 3 апреля Багдад уже находился в кольце коалиционных сил.
4 апреля 2003 года 2-й танковый батальон КМП вступил в бой с дивизией «Эль-Нида» Республиканской гвардии и зарубежными наёмниками/добровольцами террористической организации «Исламский джихад» (сирийцами, египтянами, йеменцами, ливанцами). на окраине Багдада. К концу дня силы Эль-Ниды были рассеяны, но три американских морских пехотинца были убиты, также был сожжён один танк Абрамс. На поле боя осталось более 100 трупов наёмников/добровольцев «Исламского джихада». В тот же день 5-я полковая боевая группа сообщила, что два танка Абрамс были уничтожены в бою с федаинами и Республиканской гвардией, потерявшими при этом 12-15 танков Т-55 и Т-72, а также много 37-мм зенитных орудий и одного генерала.

## Аэропорт

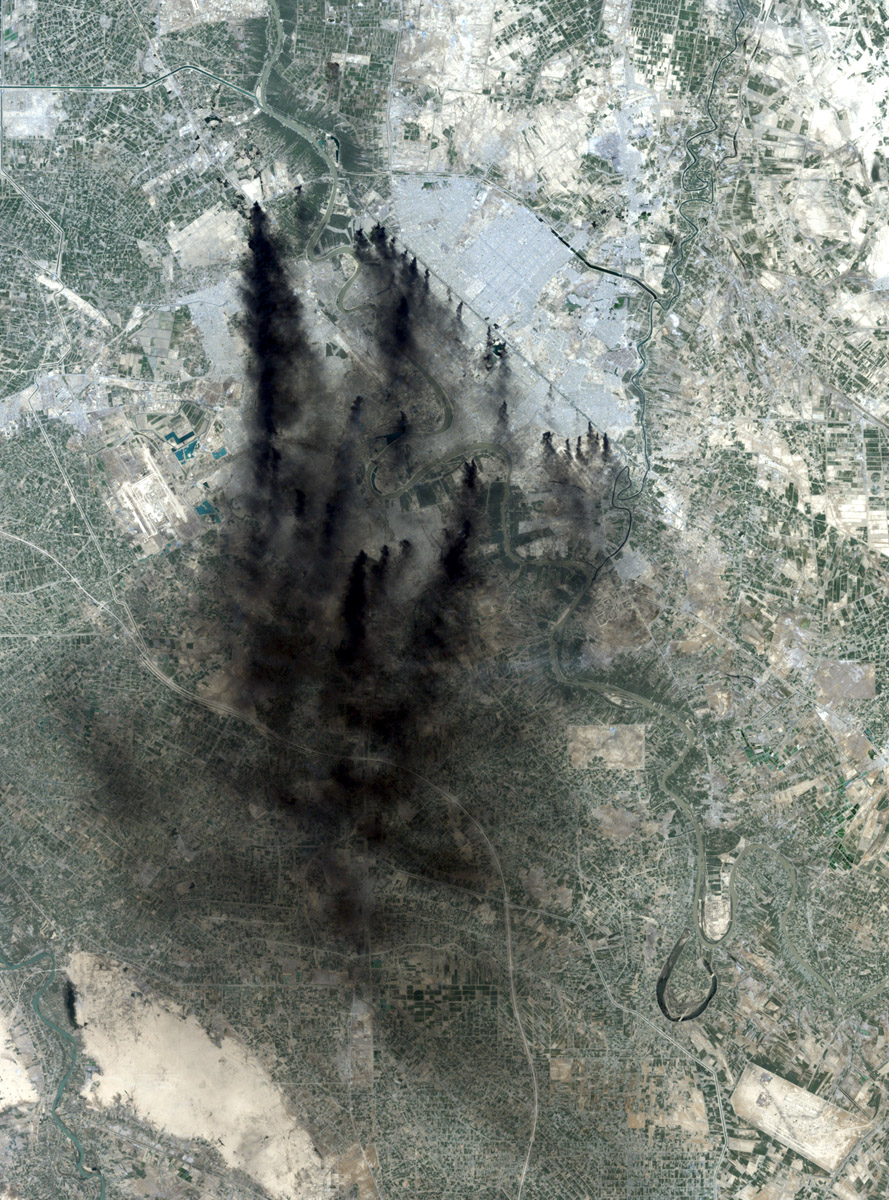
Данные спутника LandSat-7: дым от горящих нефтехранилищ, который, по замыслу иракского командования, должен был помешать авиаударам, 2 апреля 2003.
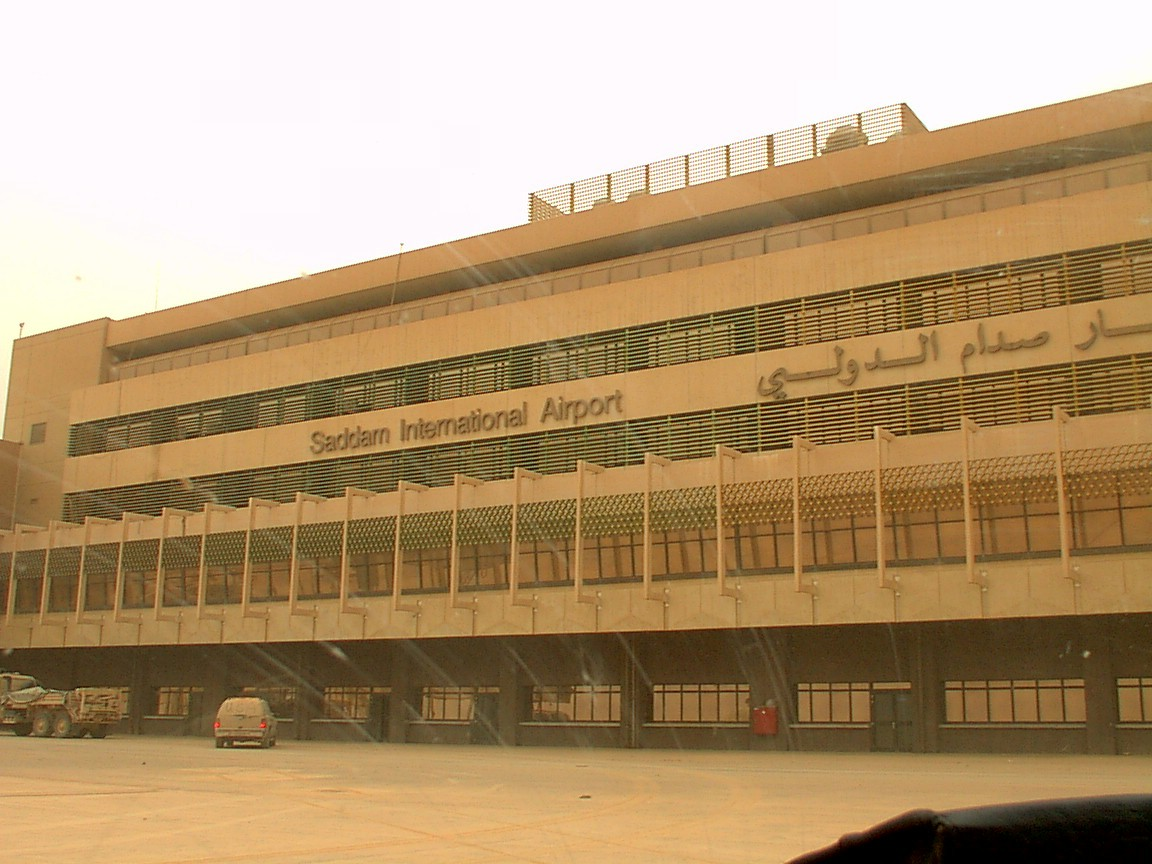
Международный аэропорт Багдада.

Утром 3 апреля 2003 года американские войска двинулись на Международный аэропорт имени Саддама Хусейна на юго-западной окраине города. После нескольких часов боя 1-3 пд сумела взять аэропорт под свой контроль. Аэропорт стал основой американской логистики в Ираке в течение следующих семи лет. Перед восходом солнца 4 апреля американцы испытали ожесточённую контратаку иракских войск, которую удалось отразить после подхода танков.

## Операция «Громовой пробег»
5 апреля оперативная группа 1-64 (Task Force 1-64 Armor) 2-й бригады 3-й пехотной дивизии (2-3 ПД) провела операцию, позже названную «Громовой пробег» (Thunder Run), чтобы прощупать линии иракской обороны. Операция началась к югу от Багдада, солдаты прошли через главные дороги в занятый аэропорт. Иракское сопротивление было дезорганизованным, гвардейцам Саддама удалось подбить из РПГ лишь один танк. Экипаж не пострадал. Позже ВВС разбомбили танк, а иракское министерство информации заявило, что он был уничтожен защитниками города.
5 апреля в городе начались первые кратковременные танковые рейды, встреченные ожесточённым уличным сопротивлением.
Два дня спустя 2-3 ПД вновь прошла по той же трассе. На этот раз позиции иракцев были сильно укреплены, но полковник Дэвид Перкинс, командир бригады, в этот раз, неожиданно для иракцев, свернул на восток, в правительственные кварталы, а не на запад, в сторону аэропорта, как в первый раз. 2-3 ПД легко взяла под контроль так называемую «Зелёную зону» и укрепилась перед броском к центру города.
6 апреля на выезде из города была обстреляна колонна российских дипломатов, направлявшаяся в Дамаск.
7 апреля 2003 года ожесточённые бои проходили в трёх местах, известных как цели «Мо», «Ларри» и «Кёрли» (названы в честь персонажей американского водевиля). Все три цели находились вдоль шоссе 8, защита которого для американских войск обеспечивала возможность продвижения вглубь города. Цель «Мо» находилась в месте пересечения шоссе 8 с шоссе Кадисия, «Ларри» — на стыке шоссе 8 с улицей Аль-Нада, ведущей к мосту Аль-Джадрийя, а «Кёрли» — на пересечении с улицей Дора. В зоне «Кёрли» в ходе 18-часового боя погибли двое американских солдат и около 40 получили ранения, иракцы потеряли 350—500 человек. Американские танки и механизированные подразделения пришли на помощь сражавшимся. К концу боя иракская ракета взорвалась среди припаркованных транспортных средств у штаба 2-3 ПД, убив двух солдат и двух журналистов, ранив 15 человек и уничтожив 17 транспортных средств.

## Дворец Тартар
7 апреля был взят штурмом президентский дворец на берегу Тигра, и на этот раз было решено не возвращать войска на позиции вокруг города, как 3—6 апреля, а остаться в центре. При этом 7 апреля министерство информации Ирака сообщало, что никакой американской армии в городе нет.
В течение нескольких часов после захвата дворца Саддама и трансляции телерепортажей об этом американские войска приказали иракским силам в Багдаде сдаться, или город испытает полномасштабную атаку. Иракские правительственные чиновники либо исчезли, либо признали поражение.

## Мост Джумхурийя
8 апреля 2003 года около 500 иракцев провели ожесточённую контратаку через мост Джумхурийя, заставив часть войск США на западной стороне Багдада отступить, но иракцы потеряли около 50 человек, и в ходе ответной атаки были рассеяны. Штурмовик США A-10 был сбит иракской ракетой «земля-воздух».

## Мародёрство
В результате капитуляции багдадского гарнизона в городе началось беспрецедентное по масштабам мародёрство. Как только американские войска заняли Багдад, иракские гражданские лица и иностранные военнослужащие[кто?] начали грабить дворцы и правительственные здания. В больнице Ярмук было украдено все медицинское оборудование. Серьёзные грабежи были зафиксированы в Национальном музее Ирака и Центре искусств Саддама, Университете Багдада, трёх пятизвездочных гостиницах: Аль-Рашид, Аль-Мансур и Бабель, государственных супермаркетах, посольствах и заводах.
В Национальном музее Ирака многие из 170000 бесценных артефактов были либо украдены, либо повреждены. 14 апреля Национальная библиотека Ирака и Национальные архивы были сожжены, были уничтожены тысячи рукописей.
В течение восьми дней после вторжения только 5 % от 700 животных в зоопарке Багдада выжили. Это было результатом кражи некоторых животных для пропитания людей и голода животных. Выжили в основном крупные животные, такие как львы, тигры и медведи.

## Политический контроль

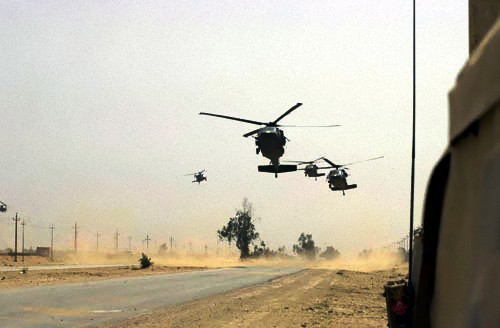
Вертолёты Black Hawk 101-й вдд летят в сторону Багдада, 5 апреля.

9 апреля американские войска заняли Республиканский дворец и другие центральные здания. Одновременно с этим Саддам Хусейн в последний раз в качестве президента Ирака обратился к толпе горожан возле своего бункера на севере столицы. Прогулка Саддама по улице была заснята на плёнку и транслировалась несколько дней после этого события на телеканале Аль-Арабия. Его сопровождали телохранители и другие сторонники, в том числе по крайней мере один из его сыновей и его личный секретарь. После прогулки Хусейн вернулся в свой бункер к семье.
9 апреля 2003 года Багдад был официально занят Коалиционными силами. 10 апреля вечером американская армия начала штурм бункера, который сопровождался гранатомётным огнём и ожесточёнными авиаударами, однако ни сам Саддам, ни другие члены верхушки БААС схвачены не были. После этого оставшийся лояльным Хусейну север Багдада в течение двух дней подвергался массированным артобстрелам и бомбардировкам. К полудню 12 апреля американцы полностью овладели городом.
Многие иракцы праздновали падение Саддама уничтожением его портретов и статуй. Символической точкой в битве стал снос бронзовой статуи Саддама на площади Фирдоус.